# آلتنبرگ

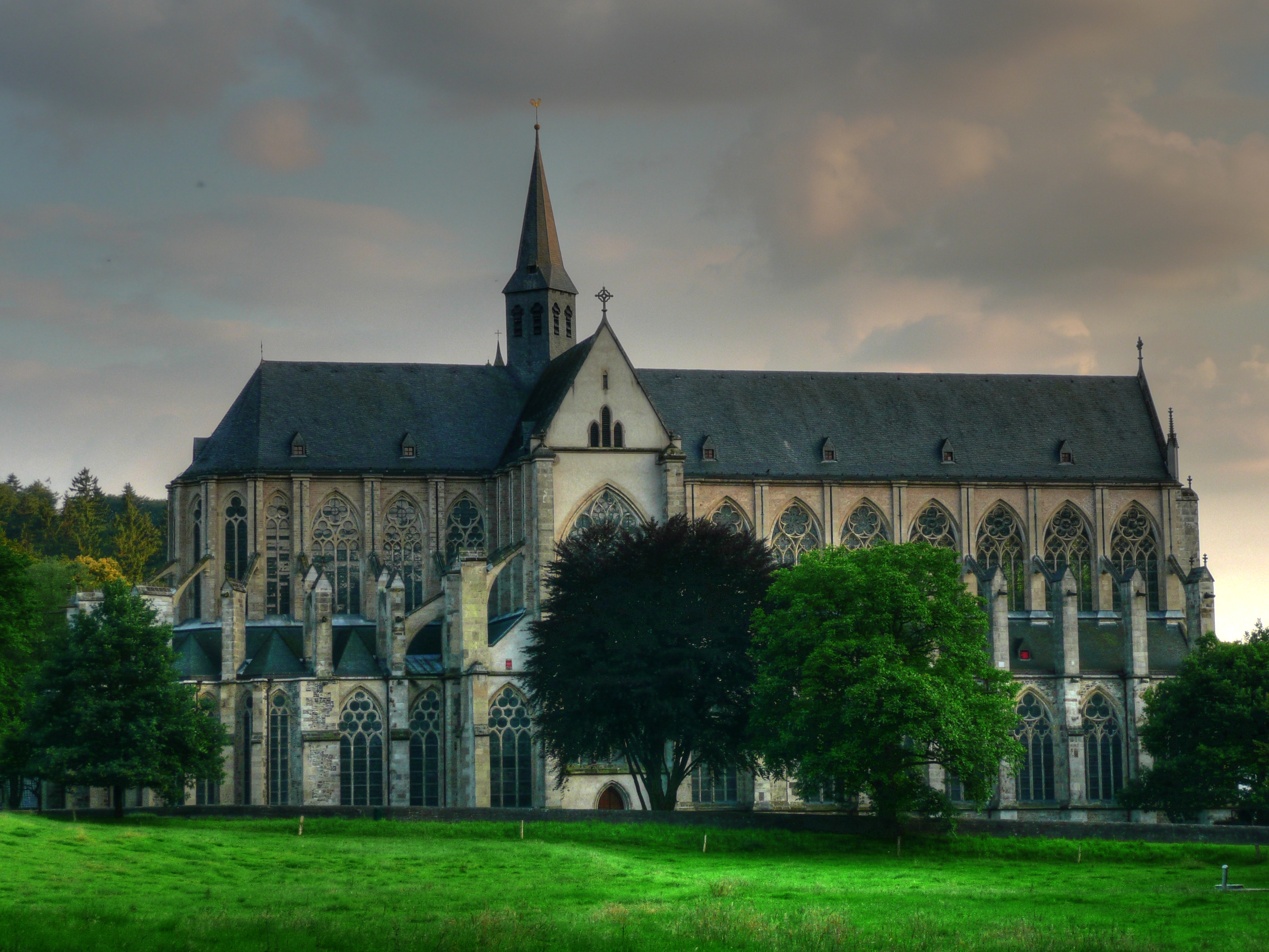
نمایی از ساختمان کلیسای آلتنبرگ در ایالت زاکسن آلمان - ۲۰۰۸

آلتنبرگ (Altenberg) شهری در ایالت زاکسن آلمان است.